# もうスグ!なるトモ!
『もうスグ!なるトモ!』（もうすぐ!なるとも!）は、読売テレビ（ytv）で、2007年5月7日から2008年3月28日まで、月曜日から金曜日の9:36 - 9:55（JST）に放送されていた『なるトモ!』の前座番組である。『なるトモ!』の兄弟番組でもある。

## 概要
- 2004年5月10日から放送を開始した『なるトモ!』の好調を受けて、前座且つプレ番組として放送されたものである。
- このため、9:55まで放送されていた日本テレビ制作『スッキリ!!』（後の2009年春改編で放送時間の変更が行われた）は9:36で飛び降りることになった（CM後の告知に「関西地区を除く」もしくは「関西地区では見られまへん」と表記されていた。どちらを使うかはニュースの内容によってその都度変更した）。
- 当初は『なるトモ!』自体の放送時間拡大を検討していたというが、結局『なるトモ!』の放送時間を変えず、本番組を編成する形となった。
- 『なるトモ!』を放送している局のうち、読売テレビのみの放送である。
- 通常の『なるトモ!』は、月曜日から木曜日までは生放送で、金曜日は事前収録されているが、本番組でもこれと同じ形式だった。
- 2007年10月26日は『スッキリ!!』の後半枠で亀田興毅の謝罪会見を生中継が行われ、読売テレビも臨時フルネットすることとなったため、番組開始以来初めて休止になった（当日は金曜日だったので生放送ではなかった）。
- 2008年3月28日を以って終了し、同年3月31日からは、開始前同様に『スッキリ!!』をフルネットする体制に戻った。

## 出演者
司会
- 三浦隆志（読売テレビアナウンサー）

アシスタント
- 虎谷温子（読売テレビアナウンサー、月曜～水曜、2007年10月からは水曜も担当。それ以前は月曜・火曜のみ）
- 川田裕美（読売テレビアナウンサー、木曜・金曜、2007年10月から） ほか

ゲスト
『なるトモ!』の曜日レギュラーや『なるトモ!』に出演するメインゲストが、この番組のゲストとして登場した。特にジャンクションやスマイル、ストリークがよく出演している。
過去の出演者
- 小林杏奈（読売テレビアナウンサー、水曜～金曜のアシスタント、2007年9月まで）

## 主なコーナー
FAX・メール紹介
金曜版『なるトモ!』で行われているものと同様のコーナー。
気になるニュースランキング
番組が気になるニュース項目を3つ取り上げた中から、ゲストが1つずつ項目を選ぶと、取り上げたニュースが解説される。その後、ゲストが5秒でコメントを述べる形だったが、後にトークを繰り広げる形に変更された。
エンディング
ここで、『なるトモ!』司会のなるみと陣内が登場し、本編にバトンタッチする（ただし金曜版『なるトモ!』には登場しない）。本番組はここで終了するが、衣装協力のみクレジットされ、「製作著作:ytv」とは表示されない。